# Le Malade d'amour
Le Malade d'amour (Der Liebeskranke) est un tableau réalisé en 1916 par le peintre expressionniste allemand George Grosz.

## L'œuvre
D'une dimension de 99,7 × 76,5 cm, l'œuvre Le Malade d'Amour, une huile sur toile non signée, est conservée au Kunstsammlung Nordrhein-Westfalen, à Düsseldorf. L'œuvre a été acquise en 1979 auprès du galeriste new-yorkais Richard L. Feigen.

## Sujet

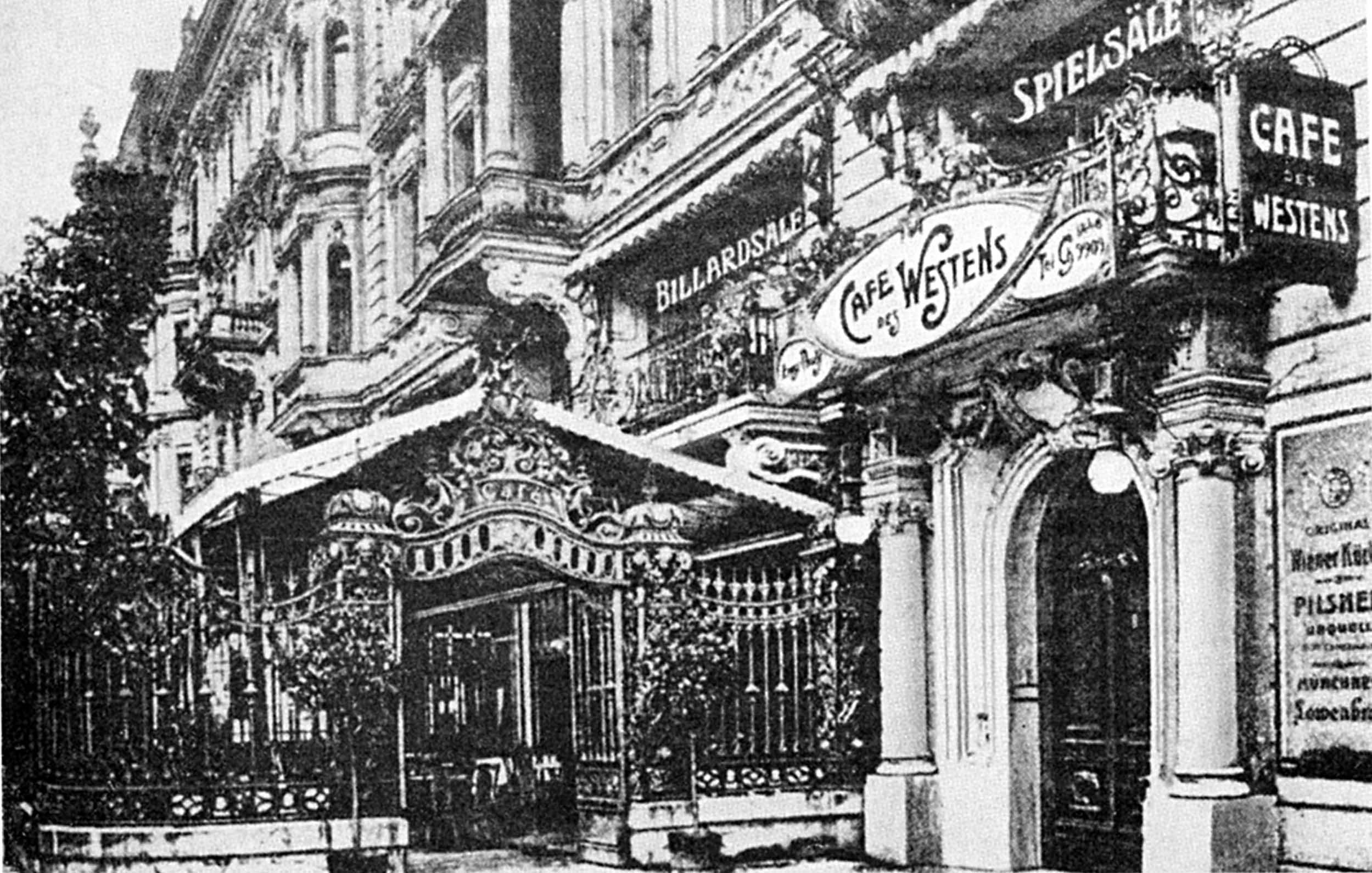
Café des Westens
dans Karl-Heinz Metzger, Ulrich Dunker,
Der Kurfürstendamm, Berlin : Konopka, 1986.

L'œuvre est un autoportrait du peintre, désigné comme « comte Ehrenfried » (deuxième prénom de Grosz), assis au café littéraire berlinois Großenwahn (traduction libre : grande illusion ou folie des grandeurs), établi Kurfürstendamm, et qui était un des rendez-vous des artistes expressionnistes germanophones (Großenwahn est le surnom donné au café littéraire qui se tenait au Café des Westens). Il est vêtu de son costume de dandy.

## Contexte historique
George Grosz s'engage en 1914 dans l'armée du Reich comme volontaire et est incorporé au 2e régiment de grenadiers de la Garde « empereur François ». Le 11 mai 1915, il en est renvoyé pour raisons médicales.
À partir de juillet 1915 (jusqu'en janvier 1917, quand il est hospitalisé dans un hôpital psychiatrique), il travaille frénétiquement dans son atelier (aussi domicile) situé à Berlin-Südende, dans les combles au no 15 Stephanstrasse.
Outré par l'attitude anti-anglaise de ses compatriotes, il rejoint la Ligue spartakiste (prédécesseur du parti communiste) et anglicanise son nom, Georg Groß, en George Grosz.
Après avoir réalisé deux toiles d'intérieur de café (Das Kaffeehaus (1915/1916), et Café (1916)), le peintre peint ensuite Le Malade d'amour simultanément — et en liaison directe — avec Suicide (Selbstmord, Tate Gallery, Londres) où il se représente également, mort d'une balle de révolver. Les deux œuvres ont la même dimension (99,7 × 76,5 cm) et font en quelque sorte pendant.

## Analyse
Dans Le Malade d'amour, l'une de ses premières peintures à l'huile, Grosz dépeint non seulement sa propre situation autobiographique et socio-politique, mais s'inspire aussi de divers mouvements artistiques de son temps. Avec des perspectives plongeantes, la distorsion de la proportion et les exagérations caricaturales de la physionomie, il utilise le centre de l'image de l'expressionnisme allemand, comme l'avaient fait notamment Ernst Ludwig Kirchner, Erich Heckel et Ludwig Meidner. L'accentuation de la lumière et la dynamique de la représentation de l'espace semblent faire allusion au futurisme italien et contrecarrer en même temps l'euphorie de la métropole et la vision pieuse de la technologie de l'avenir. Enfin, Grosz se réfère également au cubisme avec un guéridon typique, nature morte avec les indispensables ustensiles, verre, bouteille et pipe, tels que Pablo Picasso, Georges Braque et Juan Gris l'ont dépeint dans de nombreuses variantes.

### Étude d'Anke von Heyl
Dans sa thèse de maitrise dont le point de départ est Le Malade d'amour, l'historienne de l'art Anke von Heyl écrit, qu'alors que les autres scènes de café des expressionnistes reprenaient largement les formes impressionnistes, Grosz crée ici une iconographie qui va bien au-delà des précédentes. Grosz se représente dans le personnage au premier plan dans un rôle dans lequel il est connu dans les cercles intellectuels de Berlin. Anke von Heyl cite Wieland Herzfelde à propos de l'une de ses rencontres avec le peintre : « Il était assis seul à une table dont le dessus était un marbre rond. Je l'ai reconnu immédiatement, bien qu'il me semblait très différent. Il était comme sur une affiche pour le cirque pantomime La mort comme un séducteur. Il était assis là, blanc poudré avec des lèvres rouges dans un costume brun chocolat, entre ses genoux une mince canne noire. ». Grosz aimait l'excentricité et se mettait en scène dans ses apparitions en soirées où il chantait, dansait et satirisait. Il passait la plupart de ses soirées dans les cafés à regarder les passants et à les contrarier par son apparence mystérieuse. Grosz a repris ses divers rôles dans la conception de l'autoportrait le Liebeskranken, notamment celui du comte Ehrenfried, l'aristocrate nonchalant aux ongles nets.
La conception en tant qu'expression d'une vision apocalyptique est accessible au spectateur. La présentation entière du tableau est pleine de divers symboles de vanités. Ce que le peintre a représenté sur la table ronde au premier plan et le pistolet en sont des variantes modernes. Le squelette en arrière-plan est le sosie du malade d'amour et trouve — et c'est bien le sarcasme de Grosz — son équivalent dans l'arête de poisson. Le chien dont la tête est proche des os croisés rappelle le crâne présent dans les vanités. Avec sa mauvaise apparence et se fourrure bleuâtre empoisonnée, il est devenu le personnage principal de cette scène de café.
L'atmosphère du naufrage apocalyptique est complétée par les maisons en feu en arrière-plan. La date d'origine du tableau — 1916 — induit que la signification de ces symboles devient claire, l'Europe est au milieu de la Première Guerre mondiale.

### Le chien
Alors que traditionnellement le chien, en art, est le symbole de la fidélité et de l'amitié, George Grosz reprend une autre image de l'animal, donnée en premier lieu par Dürer dans sa gravure Melencolia I. Le chien est en effet ici l'allégorie de la mélancolie, image reprise également à la Renaissance dans des œuvres de Lucas Cranach l'Ancien, Domenico Fetti, Giovanni Benedetto Castiglione. Au XXe siècle, outre Grosz, des artistes comme Dieter Kraemer, Joseph Beuys (I like America and America likes Me, 1974) et Walter Benjamin ont associé le chien à la mélancolie (un coyote dans la performance de Beuys).

## Citation
L'historien d'art et philosophe libertaire Salomo Friedländer, qui fréquentait Grosz, écrit à propos du Malade d'amour :
« „Dies ist das Ende – weh, das Ende dies.“ das Bild ist durchaus lyrisch gemalt, fast melodramatisch weich. Etwas Daumierhaft Rundes, krank Anmutiges, wunderschön Müdes verhaucht. Was ist geschehen. Der junge Baron oder was sonst der mondäne Jüngling sein mag, trägt den Tod in Form eines Brownings am und im Herzen. Allein im weiten Lokal – nein, die Melancholie eines zusammengekrümmten Hundes hinter ihm, Knochen verschmähend; und zwei Tische hinter ihm ein regelrechtes Skelett. Bei untergehender Sonne blicken Gräberkreuze durch die Fenster. Der Tisch voll gifthaltiger Likörs. Eine Fischgräte grinst. Der linke Arm hängt schon tot über die Lehne, indessen die schmale rechte Hand den gebrechlichsten Spazierstock kaum hält. Morbidezza. Das Herz ist wie die Waffe deutlich durch den Rock hindurch zu sehen, und transparent ist die ganze linke Körperseite. Das Antlitz von jenseitiger Blässe. Aber, cher monsieur, bitte verzweifeln sie nicht! Verzweiflung, sagt ein großer Franzose, ist unser größter Irrtum. Was hilft es? Der Herr hat kein Gehör mehr für das Leben; hin, ganz hin. – Ruhe sanft ! »
—  Salomo Friedlaender, sous le pseudonyme de Mynona, George Grosz, 1922, p. 45
        
« C'est la fin - hélas, quelle fin. » Le tableau est tout à fait lyrique, d'une douceur presque mélodramatique. Quelque chose d'arrondi à la Daumier, une grâce maladive, une fatigue merveilleuse. Qu'est-il arrivé ? Le jeune baron, ou quoi que puisse être ce jeune mondain, porte la mort sous la forme d'un Browning près du cœur et dans le cœur. Seul dans la grande salle - non, la mélancolie d'un chien couché en rond derrière lui, dédaignant les os ; et deux tables derrière lui un véritable squelette. Au soleil couchant, des croix mortuaires apparaissent par les fenêtres. La table est pleine de liqueurs vénéneuses. Une arête de poisson ricane. Le bras gauche déjà mort pend sur le dossier tandis que l'étroite main droite tient à peine une canne des plus frêles. Plus que morbide. Le cœur est comme l'arme clairement visible à travers le veston, et tout le côté gauche du corps est transparent. Le visage a la pâleur de l'au-delà. Mais, cher monsieur, s'il vous plaît ne désespérez pas ! Le désespoir, dit un grand Français, est notre plus grande erreur. À quoi cela sert-il ? Ce monsieur n'a plus d'écoute pour la vie ; fichu, complètement fichu. - Repose en paix ! »

## Propriétaires successifs
- George Grosz, Berlin, 1916-1919
- Galerie Hans Goltz, Munich, 1919-1920 (soit acheté au peintre, soit en commission)
- Dr Burg, Cologne, 1920-1921
- Dr Eduard Plietzsch[n 5], Berlin, 1921 - entre 1928 et 1933
- George Grosz, Berlin/New York, entre 1928 et 1933 - 1959 (acquis avant d'émigrer aux USA)
- Galerie Richard L. Feigen & Co.[n 6], Chicago, entre 1954 et 1959 - 1961 (acheté au peintre)
- John L. Loeb Jr., New York, 1961-1974
- Galerie Richard L. Feigen & Co., New York, 1974-1979
- Kunstsammlung Nordrhein-Westfalen, Düsseldorf, depuis 1979